# Olinda Bozán
Pour les articles homonymes, voir Bozán.
Olinda Bozán née le 21 juin 1894 à Rosario, (Santa Fe (Argentine) ou Rosario, province de Santa Fe), morte le 8 février 1977 à Buenos Aires est une actrice et comédienne argentine, de l'âge d'or du cinéma argentin (1940-1960). Elle aura une grande carrière dans le théâtre de comédie et de revue.
Elle débute avec ses parents dès son plus jeune âge au cirque Anselmi et suivra une formation théâtrale auprès des frères Podesta (Pablo et José) et les frères Podestá (es) (Pablo et José).

## Biographie
A l'âge de 14 ans, elle épouse Pablo Podesta (en espagnol : Pablo Podestá), chanteur, sculpteur, acrobate et peintre. Plus tard, elle se produit au Teatro Apolo en compagnie de son mari et de son beau-frère. Avec eux, elle joue principalement des rôles de « demoiselle », mais leur relation conjugale ne dure qu'un mois. Dotée d'un certain prestige dans le milieu théâtral, elle est efficace dans ses improvisations et dispose d'un sens de l'humour à la pointe. Considérée comme l'une des meilleures comédiennes du cinéma argentin du xxe siècle et du xxe siècle, elle débute en 1915 sa carrière cinématographique avec le film muet Bajo el sol de la pampa, d'Alberto Traversa, qui ne sort qu'en 1917, deux ans plus tard. Au total, elle fait six apparitions dans des films muets.

## Filmographie
- Las locas (1977)
- La nueva cigarra (1977)
- Los chicos crecen (1976) Dir. Enrique Carreras.
- No hay que aflojarle a la vida (1975)
- Los chantas (1975)
- ¡Quiero besarlo Señor!! (1973)
- Los padrinos (1973)
- Había una vez un circo (1972)
- Siempre te amaré (1971)
- La familia hippie (1971)
- Muchacho (1970)
- ¡Viva la vida! (1969)
- El novicio rebelde (1968)
- En mi casa mando yo (1968)
- Coche cama, alojamiento (1967)
- La cigarra está que arde (1967)
- Las locas del conventillo (1966)
- Necesito una madre (1966)
- Hotel alojamiento (1966)
- Villa Delicia, playa de estacionamiento, música ambiental (1965)
- El tango en París (1956)
- Vida nocturna (1955)
- Intermezzo criminal (1953)
- Mujeres en sombra (1951)
- Maridos modernos (1948)
- Hoy cumple años mamá (1948)
- La caraba (1948)
- Lucrecia Borgia (1947)
- El Capitán Pérez (1946)
- La danza de la fortuna (1944)
- Llegó la niña Ramona (1943)
- El sillón y la gran duquesa (1943)
- Los chicos crecen (1942)
- La casa de los millones (1942)
- Ceniza al viento (1942)
- Bruma en el Riachuelo (1942)
- Mamá Gloria (1941)
- Hogar, dulce hogar (1941)
- Mi fortuna por un nieto (1940)
- Dama de compañía (1940)
- Doce mujeres (1939)
- Mi suegra es una fiera (1939)
- Los apuros de Claudina (1938)
- Las de Barranco (1938)
- Villa Discordia (1938)
- Nobleza gaucha (1937)
- Así es el tango (1937)
- Radio Bar (1936)
- La canción de la ribera (inédita - 1936)
- Por buen camino (1935)
- El caballo del pueblo (1935)
- Ídolos de la radio (1934)
- En buena ley (1919)
- Bajo el sol de la pampa (1917)
- Resaca (1916)